# 붉은 거북
《붉은 거북》(프랑스어: La tortue rouge; 일본어: レッドタートル ある島の物語)은 프랑스, 벨기에, 일본, 독일의 마이클 두독 드 비트 감독의 2016년 애니메이션, 드라마, 판타지 영화이다. 일본의 스즈키 토시오가 제작에 참여하였다. 이 영화는 와일드 번치와 스튜디오 지브리가 공동 제작한 것이다. 이 영화에는 대화가 없다. 2016년 칸 영화제의 주목할 만한 시선 부문에서 초연되었다. 이 영화는 제89회 아카데미상의 아카데미 장편 애니메이션 작품상에 지명되었다.

## 시놉시스
무인도에 고립된 남자와 그의 인생을 바꿀 빨간 거북이와의 이야기이다.

## 같이 보기
- 셀키
- 바다의 노래: 벤과 셀키요정의 비밀